# Prosopocoilus bayanii
Prosopocoilus bayanii is een keversoort uit de familie vliegende herten (Lucanidae). De wetenschappelijke naam van de soort is voor het eerst geldig gepubliceerd in 2005 door Benoit & Bomans.